# Mare de Déu de les Garrigues
L'ermita de la Mare de Déu de les Garrigues és a la comarca lleidatana de les Garrigues, gairebé a la mateixa distància dels pobles de l'Albagés, el Cogul, Granyena de les Garrigues, els Torms i El Soleràs, concretament a la Partida dels Rasos, dins del terme municipal d'aquesta darrera població. És una petita construcció moderna (de l'any 2008) tota ella de pedra natural, encarregada per Jaume Casañé i Bellet per honorar aquesta nova advocació que aquell mateix any fou creada per poder ser la verge comuna de tots els garriguencs.
Fou consagrada el 8 de setembre de 2008 pel Vicari General del Bisbat de Lleida, en un acte al qual varen ser convidats tots els mossens i feligresos dels 28 pobles de les Garrigues. Es va celebrar l'Eucaristia a l'aire lliure, al costat mateix de la petita ermita, ja que hi assistiren més de 300 persones. La cerimònia va estar acompanyada pels cant de l'Orfeó Veus del Camp del Soleràs que varen interpretar per primera vegada els Goigs a la Mare de Déu de les Garrigues amb versos del mestre Joan Benet i Petit i música del compositor Lluís Climent.
Cada any, des d'aleshores, el segon dissabte de juny, se celebra l'Aplec de l'ermita de la Mare de Déu de les Garrigues.